# Carlos Raúl Morales

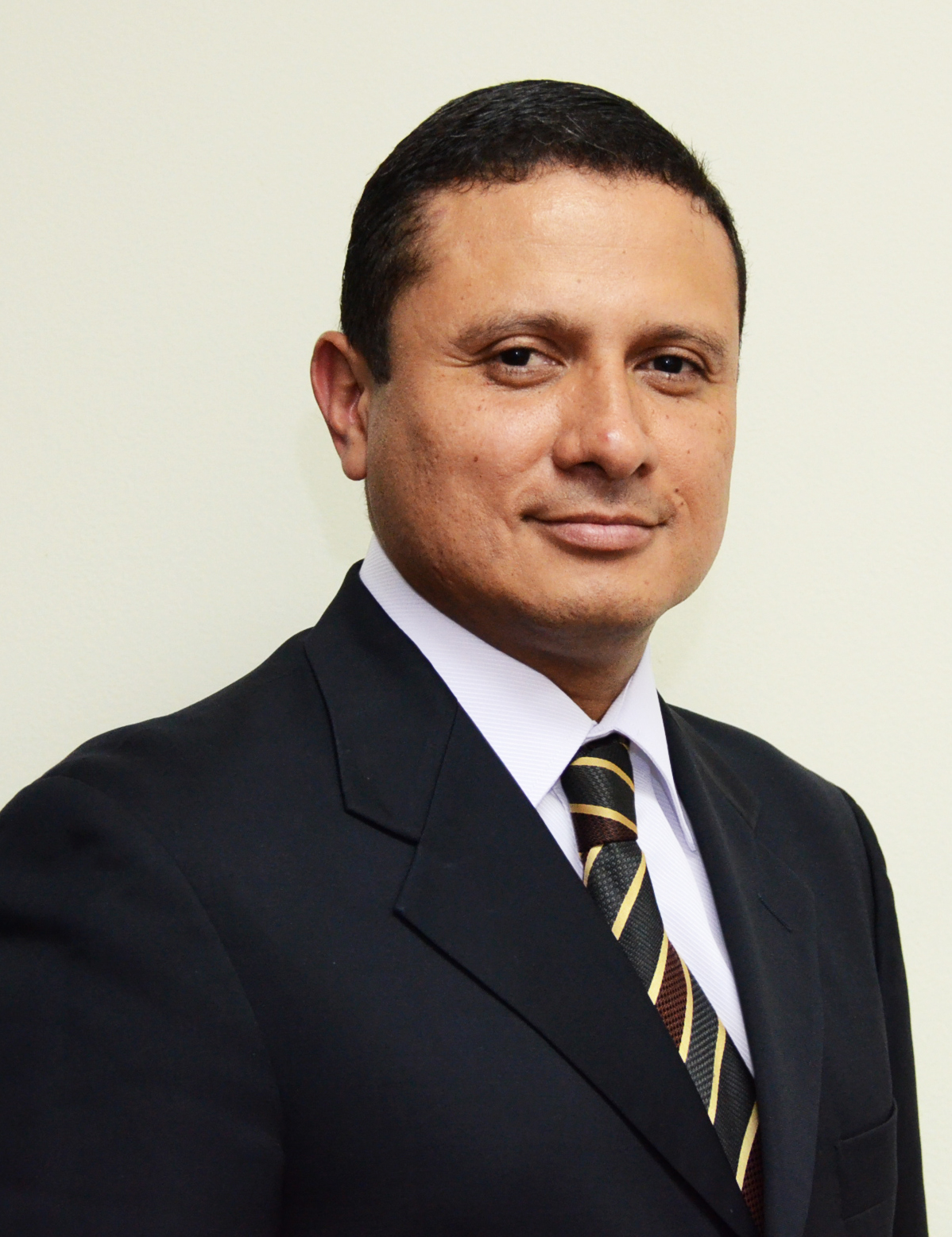
Carlos Raúl Morales Moscoso (2015)

Carlos Raúl Morales Moscoso (* 7. Oktober 1970 in Chiquimula, Guatemala) ist ein guatemaltekischer Politiker und Diplomat. Von 2014 bis 2017 war er Außenminister von Guatemala.
Morales studierte Rechts- und Sozialwissenschaften an der Universität San Carlos de Guatemala. Seit 28 Jahren steht er ununterbrochen im Dienst des Außenministerium von Guatemala. Von 2010 bis 2011 und von 2012 bis 2014 war er stellvertretender Außenminister. Weiterhin war er Ressortleiter für bilaterale internationale Beziehungen und diente mehrfach im Ausland. Seine Amtsgeschäfte führten ihn bereits nach Spanien, Italien, in den Vatikanstaat und nach Chile.

## Ausbildung
Morales erwarb einen Bachelor-Abschluss in Rechts- und Sozialwissenschaften an der Universidad de San Carlos de Guatemala. Seine Abschlussarbeit hat den Titel «Análisis Jurídico de la Reclamación de Activos Provenientes de Acciones o Hechos Ilícitos Realizados por el Crimen Organizado».
Er nahm an Studien über gemeinsame internationale Gewässerbewirtschaftung der Weltnaturschutzunion teil. An der University of Durham im Vereinigten Königreich wirkte er an Kursen zur Markierung und Unterhaltung des Grenzverlaufs und zur Lösung von Grenzdisputen durch Geoinformationen. Er hat Vorträge und Schulungen in verschiedenen Bereichen der Außenpolitik gegeben.
Morales spricht Spanisch und Englisch.

## Diplomatische Karriere
Morales begann seine diplomatische Laufbahn im Jahr 1989. Parallel zu seiner Hochschulausbildung, arbeitete er im Außenministerium als zweiter Sekretär im Bereich Vereinte Nationen der Abteilung für multilaterale Politik. Im Jahr 1991 wurde er Chef der Abteilung Integration des Amtes für Angelegenheiten zu Belize und Honduras.
Das erste Mal in den auswärtigen Dienst trat Morales im Jahr 1993, als er zum Konsul an der guatemaltekischen Botschaft in Belize ernannt wurde. Dabei wurde er auch zum ersten Sekretär der Mission ernannt und verblieb bis ins Jahr 2000 in diesem Amt.
Im Jahr 2000 kehrte Botschafter Morales nach Guatemala zurück und übernahm den Posten des Generaldirektors der Administrativabteilung des Außenministeriums. Er war auch Generalkoordinator der Pro-tempore-Präsidentschaft Guatemalas im Zentralamerikanischen Integrationssystem (SICA). Zwischen 2000 und 2003 war er Mitglied der im Rahmen des Aussöhnungsprozesses von Guatemala und Belize unter der Schirmherrschaft der Organisation Amerikanischer Staaten geschaffenen Kommission. Im Jahr 2003 kehrte er in den auswärtigen Dienst zurück und wurde Botschaftsrat an der Botschaft Guatemalas in Honduras.
2007 wurde er zum Generaldirektor für bilaterale internationale Beziehungen ernannt, und drei Jahre später, im Jahr 2010, wurde er zum stellvertretenden Minister mit dem Rang eines außerordentlichen und generalbevollmächtigten Botschafters ernannt. Im Rahmen der guatemaltekischen Außenpolitik gegenüber Belize wurde Morales 2011 zum Geschäftsführer der Belize-Kommission in Guatemala ernannt. Er verblieb auf diesem Posten, bis die Kommission im Februar 2012 von Präsident Otto Pérez Molina aufgelöst wurde.
Im März 2012 kehrte er auf den früheren Posten des stellvertretenden Außenministers zurück und blieb in dieser Stellung bis zu seiner Vereidigung als Außenminister am 18. September 2014.

## Privates
Morales ist verheiratet mit Lizette Marie Matus Castro und hat zwei Söhne.